# Баргер-Ерфсхейденвен
Баргер-Ерфсхейденвен (нід. Barger-Erfscheidenveen) — селище в нідерландській провінції Дренте. Входить до муніципалітету Еммен.
Його площа становить 0,44 км², а населення станом на 2021 рік складало 95 осіб.
Перша згадка про населений пункт датується 1850-ими роками.